# 2 (альбом)
#2 — второй концертный альбом (альбом записан в студии с концертными аранжировками) певицы Ёлки, выпущенный 18 сентября 2015 года на лейбле Velvet Music. В сборник входят песни, выходившие ранее в альбомах «Город обмана», «Точки расставлены» и «#Небы», и записанные в 2015 году с новыми аранжировками.

## Об альбоме
Песня «Моревнутри», ранее выходившая в альбоме «#Небы», и вошедшая в «#2» с новой концертной аранжировкой, стала саундтреком фильма Резо Гигинеишвили «Без границ». Клип на эту песню был снят Резо Гигенеишвили в Грузии летом 2015 года. Песня «Колокола далей небесных», записанная специально ко дню рождения Валерия Меладзе и вошедшая в сборник «ВМ от VM», была описана критиком Алексеем Мажаевым как «нечто эльфийское».

## Критика
Альбом получил оценку 4 из 5 от музыкального обозревателя портала InterMedia Алексея Мажаева. В своей рецензии он описывает независимый творческий путь, который прошла Ёлка после выхода дебютного альбома. Песни в сборнике, обретшие новое концертное звучание, по мнению критика, только выиграли от этого и Ёлке удалось избежать выпуска концертного альбома, песни которого неотличимы от оригиналов. Единственным недостатком альбома критик назвал бледное, ни о чём не говорящее название.
В рецензии на альбом Сергей Мезенов с Colta.ru отметил: «Как минимум из „№ 2“ получится чрезвычайно убедительная реклама Ёлкиных выступлений — её музыканты без проблем подхватывают любое звучание, от грозного гитарного рока, в который вырастает замечательно-нервная новая версия „Города обмана“, до тёплого современного соула, от игривого поп-фанка до сбивчивого жёсткого драм-н-баса. Вообще по „№ 2“ обманчиво кажется, что заводная, красивая, эмоциональная и честная поп-музыка — самое лёгкое и естественное дело на свете, потому что Ёлке и её группе она даётся именно так: летуче, искрясь, в идеально выверенном равновесии грамотных и интересных аранжировок и доступной человеческой искренности слов и голоса Ёлки».

## Список композиций
| №                   | Название                   | Текст песни         | Музыка               | Длительность |
| ------------------- | -------------------------- | ------------------- | -------------------- | ------------ |
| 1.                  | «Город обмана#2»           | В. Валов            | В. Валов, В. Гуревич | 5:38         |
| 2.                  | «Цепи-ленты#2»             | В. Куприянова       | В. Куприянова        | 3:38         |
| 3.                  | «Сука-любовь#2»            | С. Крутиков         | С. Крутиков          | 6:26         |
| 4.                  | «Одна#2»                   | К. Бакшук           | К. Бакшук            | 3:27         |
| 5.                  | «Мне бы в твои сны#2»      | А. Максимова        | А. Максимова         | 3:45         |
| 6.                  | «Прекрасна#2»              | А. Положинский      | А. Положинский       | 3:34         |
| 7.                  | «Пара#2»                   | Н. Ровков           | Н. Ровков            | 3:28         |
| 8.                  | «Лети, Лиза#2»             | Е. Солодовников     | Е. Солодовников      | 6:07         |
| 9.                  | «Прохожий#2»               | А. Ракитин          | А. Ракитин           | 4:59         |
| 10.                 | «Моревнутри#2»             | А. Беляев           | Е. Бардаченко (Jay)  | 3:51         |
| 11.                 | «Sunny#2»                  | Bobby Hebb          | Bobby Hebb           | 6:35         |
| 12.                 | «Новое небо#2»             | Р. Дакота           | Р. Дакота            | 4:24         |
| 13.                 | «Мальчик-красавчик#2»      | В. Валов            | В. Валов, А. Краснов | 4:23         |
| 14.                 | «Колокол далей небесных#2» | К. Меладзе          | К. Меладзе           | 5:03         |
| 15.                 | «Этажи#2»                  | А. Верлин           | А. Верлин            | 3:47         |
| 16.                 | «Около тебя#2»             | Е. Солодовников     | Е. Солодовников      | 7:09         |
| Общая длительность: | Общая длительность:        | Общая длительность: | Общая длительность:  | 1:15:37      |

## Участники записи
| - Ёлка — вокал, бэк-вокал (дорожки 1-16) - Лев Трофимов — клавиши (дорожки 1-16) - Александр Кульков — барабаны (дорожки 1-16) - Влад Цалер — бас (дорожки 1-16) - Дмитрий Тюзе — гитара (дорожки 1-16) - DJ Lenar — диджей (дорожки 1-16) - Александр Перфильев — звукорежиссёр (дорожки 1-16) - Евгений (Dave) Субботин — stage manager/backliner (дорожки 1-16) - Олег Остапчук — саксофон (дорожки 1-16) - Константин Куликов — труба, перкуссия (дорожки 1-16) - Velvet Music — лейбл звукозаписи - Влад Валов — автор дорожек (дорожки 1,13) - В. Гуревич — автор (дорожка 1) - Влада Куприянова — автор (дорожка 2) - Михей (Сергей Крутиков) — автор (дорожка 3) | - Константин Бакшук — автор (дорожка 4) - А.Максимова — автор (дорожка 5) - А.Положинский — автор (дорожка 6) - Назар Ровков — автор (дорожка 6) - Егор Солодовников — автор (дорожки 8,16) - Андрей Ракитин — автор (дорожка 9) - Е.Бардаченко (Jay) — автор музыки (дорожка 10) - Антон Беляев — автор музыки (дорожка 10) - Bobby Hebb — автор (дорожка 11) - Рита Дакота — автор (дорожка 12) - Альберт Краснов — автор музыки (дорожка 13) - Константин Меладзе — автор (дорожка 14) - Александр Верлин — автор (дорожка 16) |

## История релиза
| Страна   | Дата        | Формат                 |
| -------- | ----------- | ---------------------- |
| Россия   | 18 сентября | CD digital download LP |
| Украина  | 18 сентября | CD digital download LP |
| СНГ      | 18 сентября | CD digital download LP |
| Беларусь | 18 сентября | CD digital download LP |